# Книга решений
«Книга решений» (фр. Le Livre Des Solutions) — художественный фильм французского режиссёра Мишеля Гондри, премьера которого состоялась в 2023 году на Каннском кинофестивале. Главные роли в картине сыграли Пьер Нинэ, Бланш Гарден, Камилль Рутерфорд, Фрэнки Уоллах, Венсан Эльбаз.

## Сюжет
Главный герой фильма — кинорежиссёр, который пытается справиться с творческим кризисом: ему нужно снять четырёхчасовой шедевр под названием «Каждый из всех», но при этом не рассориться с остальными членами съёмочной группы. Мишель Гондри, по его словам, вдохновлялся в работе над картиной историей съёмок «Пены дней».

## В ролях
- Пьер Нинэ — Марк[4]
- Бланш Гарден — Шарлотта
- Франсуаза Лебрюн — Дениз
- Камилль Рутерфорд — Габриэлль
- Фрэнки Уоллах — Сильви
- Венсан Эльбаз — Матиас

## Производство и премьера
О начале работы над фильмом стало известно в 2023 году. Премьера картины состоялась на 76-м Каннском кинофестивале в рамках программы «Двухнедельник режиссёров». Позднее «Книга решений» вышла в театральный прокат.

## Восприятие
На сайте Rotten Tomatoes фильм имеет рейтинг одобрения 69 % на основе 16 рецензий со средней оценкой 6,5 из 10.
Михаил Трофименков в своей рецензии отмечает: «Проблема в одном. Судя по всему, и прежде всего по отрывкам из „Каждого из всех“, Марк клинически бездарен. Так с чего бы нам наблюдать сто минут за его творческими судорогами?». Оуэн Глейберман (Variety) посчитал «Книгу решений» «возможно худшим фильмом» Гондри.